# Vermand

Vermand este o comună în departamentul Ain, Franța. În 1 ianuarie 2022 avea o populație de 1.102 de locuitori.